# Зиньковцы
Зиньковцы (укр. Зіньківці) — село в Каменец-Подольском районе Хмельницкой области Украины.
Население по переписи 2001 года составляло 851 человек. Почтовый индекс — 32318. Телефонный код — 3849. Занимает площадь 1,395 км².

## Местный совет
32345, Хмельницкая обл., Каменец-Подольский р-н, с. Зиньковцы